# فيجاو تروبيرو
فيجاو تروبيرو (بالبرتغالية: Feijão tropeiro‏) هو طبق برازيلي تقليدي يرتبط بالأطباق المحلية لثلاث ولايات هي ميناس جيرايس وساو باولو وغوياس، ويعد الطبق من حبوب الفاصولياء ممزوجة بدقيق الكسافا، البسكويت، السجق، البيض، الثوم، البصل وغيرها من التوابل.

## أصل التسمية
جاء أصل تسمية الطبق من الأنشطة التجارية التي نشأت منذ القرن السابع عشر والذي كان يهدف إلى دمج المستوطنات الواقعة بشكل رئيسي في منطقة جنوب شرق ووسط غرب البرازيل. كان نقل البضائع المتنوعة يجري خلال الفترة الاستعمارية باستخدام الخيول والحمير. لذلك كان يلقب الرجال الذين يقودون هذه الحيوانات بتروبيروس (الشخص الذي يقود الحيوانات) وعليه أطلق اسم الطبق التروبيرو نسبة إليهم وفيجاو نسبة إلى الفاصولياء المستعملة.

## التاريخ
كان غذاء التروبيريوس يتكون أساسًا من لحم الخنزير المقدد والفاصولياء والدقيق والفلفل الأسود والقهوة ودقيق الذرة وصلصة خل مع ثمار الحمضيات. وخلال رحلة العودة، كانوا يأكلون الفاصولياء بدون صلصة مع قطع لحم الشمس ولحم الخنزير المقدد، التي كانت تقدم مع الفاروفا والملفوف المقطع. وقد قاد التروبيروس الحيوانات عبر ولاية ميناس جيرايس الفدرالية حتى منتصف القرن العشرين. هكذا، أصبحت الفاصولياء الممزوجة بدقيق الكسافا والمكونات الأخرى، طبقًا أساسيًا في قائمة هؤلاء الرجال، ومن هنا جاء أصل فول التروبيرو. من ناحية أخرى، لم يُسمح بالمشروبات الكحولية إلا في المناسبات الخاصة على سبيل المثال، خلال الأيام الباردة حيت كانوا يشربون القليل من الكاشاسا لتجنب الإمساك وكعلاج لعضات الحشرات.
على الرغم من أن هذا التخصص الغذائي لا يزال غير معروف إلا لدى القليل من السكان، فإنه يُقترح إدراجه في التراث غير المادي للمعهد الوطني للتراث التاريخي والفني وموقع التراث العالمي لليونسكو. تحقيقا لهذه الغاية، من المخطط إنشاء قاعدة بيانات تحتوي على معلومات حول تأثير تروبيرورو، والتي ينبغي أن تكون موجودة في متحف Tropezza في مقاطعة ايبويم في ولاية ميناس جيرايس. وتتمثل الفكرة في إنشاء مركز مرجعي وتوثيقي مفتوح للبحث في الموضوع.
في ولاية ميناس جيرايس، أصبح طبق التروبيرو يترافق عادة مع أكبر ملعب في مدينة بيلو هوريزونتي مينيراو حيت أضحى الطبق الرئيسي لمشجعي مينيراو. وذلك بسبب الوصفة الخاصة التي يقدمها المطعم الواقع بالقرب من شريط بوابة الملعب رقم 13، والذي يقدم التروبيرو مرفوقا بالأرز والملفوف وتوريسمو (جلد لحم الخنزير)، والبيض المقلي وعرقوب لحم الخنزير. أصبح المطعم حاليا موجودا في محيط الملعب بدلا من داخل مينيراو، وقد بلغت مبيعاته 1500 تروبيروس في المباراة الواحدة، مما جعل 18 مطعما حاليا من أصل 42 في ملعب مينيراو، يقدمون طبق التروبيرو، بمقدار مبيعات 120،000 طبقا في عام 2013.

## معلومات
1. ↑  PRESTES, Lucinda Ferreira. A vila tropeira de Nossa Senhora da Ponte de Sorocaba: aspectos socioeconômicos e arquitetura das classes dominantes (1750-1888). São Paulo: ProEditores, 1999